# Don't Give a Damn
Don't Give a Damn är ett musikalbum från 1975 av den svenska sångerskan Monica Törnell.

Törnells tredje album medförde en betydande omorientering från visor till jazzrock. Bland musikerna finns fem medlemmar av bandet Splash från Söderhamn. Inspelningen skedde på Marcus Music AB i augusti-september 1975. Producent och arrangör var Björn J:son Lindh, utom 2:1 producerad av Kal X Blue, co-arrangör Howard Lawrence "Jason" Miller, 2:2 och 2:3 horn arrangerade av Leif Halldén. Skivnumret är Philips 6316 052 (finns även i japanpressning, Swe Disc SW25-6007)
Det utgavs också två singlar med låtar från detta album: Long Long Weekend/Give It Back (1974, Philips 6015 107)  och I'm in Love with a Big Blue Frog/Sam Hill (1975, Philips 6015 158, även utgiven i promoversion, Phonogram 6015 158), som även släpptes i Västtyskland.
Albumet gavs ut med alternativt omslag av ett kattdjur i Japan.

## Låtlista

### Sida 1
1. I'm in Love with a Big Blue Frog (Les Braunstein)
2. Angels and Devils (The Following Day) (Dory Previn)
3. (People) Don't Give a Damn (Monica Törnell)
4. Time Will Bring Us Together (Tomas Ledin)

### Sida 2
1. Long Long Weekend (Peter Lundblad - Lasse Tennander)
2. An Angel Died (Bobbie Gentry)
3. Give It Back (Monica Törnell)
4. Jealous Guy (John Lennon)
5. Sam Hill (Monica Törnell)
6. Hangover (Monica Törnell)

## Medverkande musiker
- Jan Bandel – trummor
- Stefan Brolund – bas
- Ola Brunkert – trummor
- Torbjörn Carlsson – tenorsax (från Splash)
- Lasse Englund – gitarr
- Malando Gassama – percussion, trummor
- Leif Halldén – trumpet (från Splash)
- Christer Holm – barytonsax (från Splash)
- Tomas Ledin – gitarr
- Björn J:son Lindh – piano, elpiano, orgel
- Lennart Löfgren – trombon (från Splash)
- Howard Lawrence "Jason" Miller – elgitarr
- Nisse Sandström – tenor- och sopransax
- Janne Schaffer – elgitarr
- Peter Sundell – trummor
- Kay Söderström – bas (från Splash)
- Bror Törnell – elgitarr
- Mike Watson – bas